# Italiens U/21-fodboldlandshold
Italiens U/21-fodboldlandshold er Italiens landshold for fodboldspillere, som er under 21 år og administreres af Federazione Italiana Giuoco Calcio (FIGC).